# Bisbat de Gant

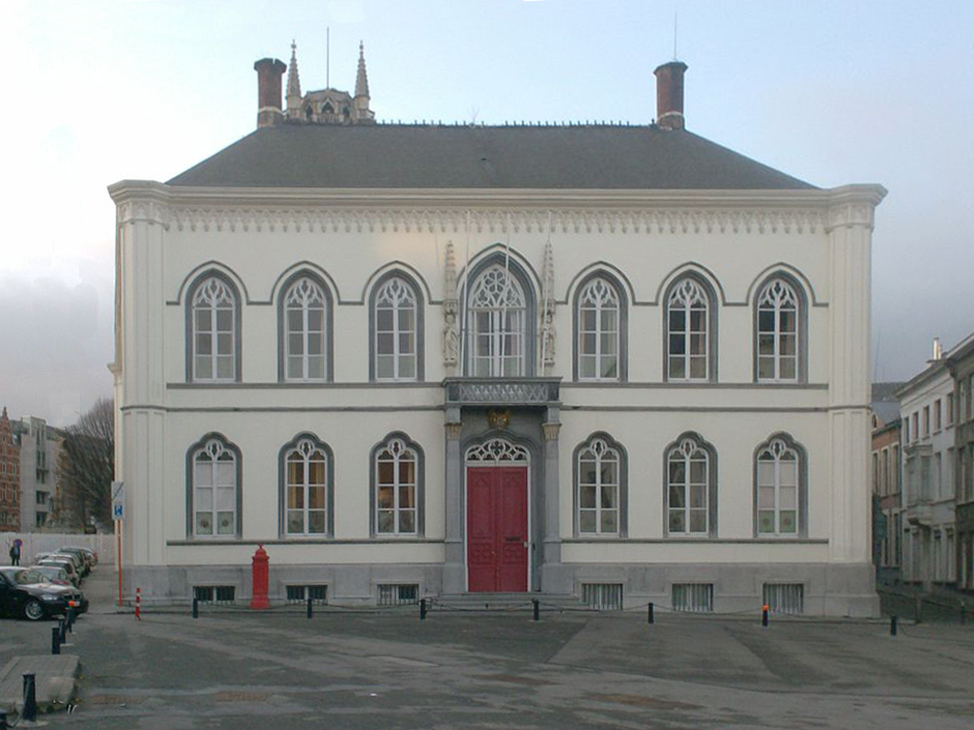
El palau episcopal de Gant

El bisbat de Gant (flamenc: Bisdom Gent; llatí: Dioecesis Gandavensis) és una seu de l'Església catòlica a Bèlgica, sufragània de l'arquebisbat de Mechelen-Brussel·les.
Al 2021 comptava amb 1.088.100 batejats d'un total de 1.539.800 habitants. Actualment està regida pel bisbe Lode Van Hecke, O.C.S.O.

## Territori
La diòcesi comprèn la província de Flandes Orientals, a més d'un municipi de la província d'Anvers.
La seu episcopal és la ciutat de Gant, on es troba la catedral de Catedral de Sant Bavó (Sint-Baaf). Al territori diocesà també es troben tres basíliques menors: Nostra Senyora de Lorda a Oostakkeer a la perifèria de Gant, la basílica de Sant Ermet a Ronse  i la basílica de Sant Pere i Sant Pau a Dendermonde.
El territori s'estén sobre 3.026 km² i està dividit en 368 parròquies, agrupades en 34 vicariats.

## Història
La diòcesi va ser erigida el 12 de maig de 1559 en virtut de la butlla Super universas del papa Pau IV, prenent el territori de les diòcesis de Cambrai, d'Utrecht (avui ambdues arxidiòcesis) i de Tournai.
Després del concordat, per la butlla Qui Christi Domini del papa Pius VII del 29 de novembre de 1801 se suprimiren les diòcesis de Bruges i d'Ypres, i el seu territori va ser incorporat al de la diòcesi de Gant.
El 22 de març de 1803 cedí una porció del seu territori en benefici de l'erecció del vicariat apostòlic de Breda (avui diòcesi).
El 27 de maig de 1834 restituí una part de territori a la diòcesi de Bruges, que havia estat restablerta.
El 4 de març de 1841 cedí una altra porció de territori al vicariat apostòlic de Breda.

## Cronologia episcopal
- Cornelius Jansenius[2][3][4][5] † (6 de juliol de 1565 - 11 d'abril de o 11 de maig de 1576 mort)[6][7][8]
  - Sede vacante (1576-1588)
- Guillaume Damasi Van der Linden (Lindanus) † (12 de febrer de 1588 - 2 de novembre de 1588 mort)
- Pierre Damant † (18 de juny de 1590 - 14 de setembre de 1609 mort)
- Charles Maes (Masius) † (18 d'agost de 1610 - 21 de maig de 1612 mort)
- Henri François van der Burch † (1 d'octubre de 1612 - 2 de maig de 1616 nomenat arquebisbe de Cambrai)
- Jacques Boonen † (28 de novembre de 1616 - 13 d'octubre de 1621 nomenat arquebisbe de Mechelen)
- Antoine Triest † (25 d'octubre de 1621 - 28 de maig de 1657 mort)
  - Sede vacante (1657-1660)
- Charles van den Bosch † (15 de març de 1660 - 5 d'abril de 1665 mort)
- Eugène Albert d'Allamont † (7 de juny de 1666 - 28 d'agost de 1673 mort)
  - Sede vacante (1673-1677)
- François van Horenbeke † (24 de maig de 1677 - 4 de gener de 1679 mort)
- Ignace Augustin de Grobbendonck † (13 de novembre de 1679 - 31 de maig de 1680 mort)
- Albert de Hornes † (13 de gener de 1681 - 4 de juny de 1694 mort)
- Philippe Érard van der Noot † (8 de novembre de 1694 - 3 de febrer de 1730 mort)
- Jean-Baptiste de Smet † (6 d'agost de 1731 - 27 de setembre de 1741 mort)
- Maximilien Antoine van der Noot † (26 de novembre de 1742 - 27 de setembre de 1770 mort)
- Govard Gérard van Eersel † (30 de març de 1772 - 24 de maig de 1778 mort)
- Ferdinand-Marie de Lobkowitz † (20 de setembre de 1779 - 29 de gener de 1795 mort)
- Etienne-André-François de Paule de Fallot de Béaupré de Beaumont † (11 d'abril de 1802 - 22 de març de 1807 nomenat bisbe de Piacenza)
- Maurice-Jean Madeleine de Broglie † (22 de març de 1807 - 20 de juliol de 1821 mort)
- Jean-François Van de Velde † (18 de maig de 1829 - 7 d'agost de 1838 mort)
- Lodewijk-Jozef Delebecque † (13 de setembre de 1838 - 2 d'octubre de 1864 mort)
- Henri-François Bracq † (27 de març de 1865 - 17 de juny de 1888 mort)
- Henri-Charles Lambrecht † (17 de juny de 1888 - 2 de juliol de 1889 mort)
- Antoine Stillemans † (30 de desembre de 1889 - 9 de novembre de 1916 mort)
- Émile-Jean Seghers † (22 de març de 1917 - 17 de maig de 1927 mort)
- Honoré-Joseph Coppieters † (17 de maig de 1927 - 20 de desembre de 1947 mort)
- Karel Justien Calewaert † (28 de gener de 1948 - 28 de desembre de 1963 mort)
- Leonce Albert Van Peteghem † (28 de maig de 1964 - 27 de desembre de 1991 jubilat)
- Arthur Luysterman (27 de desembre de 1991 - 19 de desembre de 2003 renuncià)
- Lucas Van Looy, S.D.B. (19 de desembre de 2003 - 27 de novembre de 2019 jubilat)
- Lode Van Hecke, O.C.S.O., dal 27 de novembre de 2019

## Estadístiques
A finals del 2021, la diòcesi comptava amb 1.088.100 batejats sobre una població de 1.539.800 persones, equivalent al 70,7% del total.
| any  | població  | població  | població | sacerdots | sacerdots       | sacerdots       | sacerdots             | diàques | religiosos | religiosos | parroquies |
| ---- | --------- | --------- | -------- | --------- | --------------- | --------------- | --------------------- | ------- | ---------- | ---------- | ---------- |
| any  | batejats  | total     | %        | total     | clergat secular | clergat regular | batejats por sacerdot | diàques | homes      | dones      |            |
| 1950 | 1.131.000 | 1.237.502 | 91,4     | 1.679     | 1,285           | 394             | 673                   |         | 1.628      | 9.126      | 387        |
| 1970 | 1.290.000 | 1.321.831 | 97,6     | 1.701     | 1.254           | 447             | 758                   |         | 606        | 7.012      | 416        |
| 1980 | 1.300.000 | 1.344.576 | 96,7     | 1.432     | 1.080           | 352             | 907                   | 9       | 903        | 5.246      | 424        |
| 1990 | 1.208.900 | 1.350.000 | 89,5     | 1.111     | 856             | 255             | 1.088                 | 39      | 678        | 3.903      | 427        |
| 1999 | 1.174.000 | 1.355.000 | 86,6     | 880       | 681             | 199             | 1.334                 | 60      | 538        | 2.816      | 427        |
| 2000 | 1.174.000 | 1.378.702 | 85,2     | 856       | 657             | 199             | 1.371                 | 60      | 474        | 2.655      | 427        |
| 2001 | 1.174.000 | 1.400.000 | 83,9     | 840       | 641             | 199             | 1.397                 | 63      | 474        | 2.550      | 427        |
| 2002 | 1.174.000 | 1.400.000 | 83,9     | 821       | 622             | 199             | 1.429                 | 64      | 456        | 2.435      | 425        |
| 2003 | 1.174.000 | 1.400.000 | 83,9     | 809       | 610             | 199             | 1.451                 | 67      | 477        | 2.198      | 427        |
| 2004 | 1.000.000 | 1.400.000 | 71,4     | 787       | 588             | 199             | 1.270                 | 69      | 477        | 2.055      | 427        |
| 2006 | 1.000.000 | 1.398.650 | 71,5     | 753       | 554             | 199             | 1.328                 | 73      | 348        | 1.871      | 427        |
| 2013 | 1.055.000 | 1.477.870 | 71,4     | 486       | 405             | 81              | 2.170                 | 92      | 202        | 1.332      | 427        |
| 2016 | 1.064.000 | 1.480.000 | 71,9     | 416       | 353             | 63              | 2.557                 | 95      | 168        | 1.063      | 426        |
| 2019 | 1.101.000 | 1.558.010 | 70,7     | 349       | 301             | 48              | 3.154                 | 93      | 133        | 826        | 405        |
| 2021 | 1.088.100 | 1.539.800 | 70,7     | 405       | 265             | 40              | 3.567                 | 90      | 120        | 690        | 368        |